# Ренийский район
Рени́йский райо́н (укр. Ренійський район) — бывшая административная единица на юге Одесской области Украины, на территории современной Ренийской городской общины. Административный центр — город Рени.
Через Ренийский район проходила автодорога E87.
Район ликвидирован 17 июля 2020 года в рамках административно-территориальной реформы на Украине.

## География
Площадь района составляет 861 км². Климат умеренный континентальный. До административно-территориальной реформы, район был самым отдалённым от областного центра, Одессы (300 км).
Район граничит на севере с Болградским районом Одесской области, на юге — с Румынией, на западе — с Молдавией, на востоке — с Измаильским районом Одесской области.
Омывается рекой Дунай. На территории района находилось несколько озёр: Кагул, Картал, Ялпуг, Кугурлуй. Общая площадь озёр составляет 339 км², то есть почти половину площади района.
В районе добываются полезные материалы — песок и глина. Используются для строительства.

## Демография
В 2006 году население района составляло 40 680 человек, доля городского населения составляла 20 761 человек. Проживают в основном молдаване, украинцы, русские, болгары и гагаузы.
Среди населённых пунктов есть и молдавские (Долинское, Лиманское, Новосельское, Орловка, Плавни), и болгарские (Нагорное), и гагаузские (Котловина) сёла.

## История
Районный центр, город Рени, был основан на месте поселения времён Киевской Руси. Пристань на реке Дунай раньше называлась «рень», что и послужило названием.
Первое письменное упоминание города относится к 1548 году. Населённый пункт в те времена входил в состав Молдавского княжества.
В 1621 году город был захвачен турками и переименован в Томарово.
В 1812 году Рени вошёл в состав Российской империи. После поражения России в Крымской войне, город и часть Измаильского уезда были вновь включены в состав Молдавского княжества, а уже в 1859 году — в Объединённое княжество Валахии и Молдавии.
После Русско-турецкой войны 1877—1878 годов район снова вошёл в состав России. В 1877 году была построена железная дорога Рени-Бендеры.

## Административное устройство
Количество советов:
- городских — 1
- сельских — 7

Количество населённых пунктов:
- городов районного значения — 1
- сёл — 7

## Населённые пункты
| - Ренийский городской совет город Рени - Долинский сельский совет село Долинское - Котловинский сельский совет село Котловина - Лиманский сельский совет село Лиманское | - Нагорненский сельский совет село Нагорное - Новосельский сельский совет село Новосельское - Орловский сельский совет село Орловка - Плавневский сельский совет село Плавни |